# Ciclismo nos Jogos Paralímpicos de Verão de 2016
As competições de ciclismo nos Jogos Paralímpicos de Verão de 2016 serão disputada entre os dias 8 a 11 de setembro e 14 a 17 de setembro no Velódromo Olímpico e na Praia do Pontal, no Rio de Janeiro, Brasil. Serão 33 eventos no ciclismo de estrada e 17 eventos no ciclismo de pista.

## Inclusão do esporte
A primeira modalidade a ser introduzida entre os esportes paralímpicos foi o ciclismo de estrada para atletas com paralisia cerebral, nos Jogos Paralímpicos de 1984, em Nova Iorque. Quatro anos depois, nos Jogos de Seul, foram incluídas provas de estrada para amputados. Nos Jogos de Barcelona, em 1992, foram incluídas provas para atletas deficientes visuais, com o uso de bicicletas duplas (tandem).
O ciclismo de pista fez sua estreia nos Jogos Paraolímpicos de Atlanta, em 1996, com provas para mulheres e homens.

## Classificação dos paratletas
Os ciclistas competem em classes funcionais de acordo com o tipo e o grau de limitação. O sistema de classificação permite que as provas sejam disputadas por ciclistas com nível semelhante de limitação.
Cada classe do esporte recebe uma codificação, com a indicação da limitação e o nível de limitação. O número indica a gravidade do comprometimento, em que "1" indica o maior nível de limitação. As letras indicam a categoria da limitação, deficiente visual (B), com bicicletas duplas (tandem), handbike ou handcycle (H), triciclos impulsionados com o membro superior, triciclo (T) e bicicleta comum (C).
A classificação é realizada por uma equipe técnica que avalia diversas condições, mas, resumidamente, podem ser caracterizadas da seguinte forma:
| Classe | Equipamento              | Descrição |
| ------ | ------------------------ | --- |
| B      | Bicicleta dupla (tanden) | Reúne todas as classes de deficiência visual e utiliza bicicletas duplas, com um guia sentado à frente. |
| H      | Handcycle ou handbike    | Reúne atletas com membros amputados amputados, com tetraplegia ou paraplegia. - H1: tetraplegia, perda completa das funções do tronco e das pernas e limitação na função do braço - H2: tetraplegia, com movimentos limitados dos membros superiores e algum controle das mãos - H3: paraplegia, baixo controle do tronco - H4: paraplegia, perda da função das pernas, mas controle do tronco e dos braços - H5: dificuldade no uso das pernas para impulsionar bicicleta ou triciclo, devido a amputação, paraplegia ou disfunções neurológicas. Utiliza triciclos impulsionados com o membro superior, em que o ciclista fica em posição reclinada, praticamente deitado, exceto na H5, na qual o ciclista fica apoiado em seus joelhos. |
| T      | Triciclo                 | Reúne ciclistas com disfunções neurológicas que diminuam o equilíbrio ou a coordenação motora ou uma deficiência que dificulte competir com bicicleta. - T1: limitação nas pernas e um dos braços, coordenação motora limitada ou perda de força muscular - T2 : hemiplegia ou limitação nas pernas, com maior controle de equilíbrio e força |
| C      | Bicicleta                | Reúne atletas com problemas de coordenação motora, limitação muscular ou amputações, que não impedem a utilização de bicicletas convencionais. C1 apresenta severa limitação aos movimentos, enquanto C5 é a classe com menores limitações para o esporte. |

### Eventos combinados
Dezesseis eventos do ciclismo, em ambas as modalidades, são combinados. Em algumas dessas provas, ciclistas de diferentes classificações competem uns contra os outros, mas o resultado deve levar em conta o grau de deficiência de cada concorrente, cada ciclista têm seus tempos ajustados com base em fatores correspondentes a sua classificação, que são os tempos considerados para efeito da competição.
Nos eventos da classe H2, os atletas classificados na H1 estão habilitados para participar, porém sem ajustes de fatores.

## Eventos
| Classificação → Competição ↓                                                | B         | C1        | C2        | C3        | C4        | C5        | T1        | T2        | H2        | H3        | H4        | H5        |
| Ciclismo de estrada                                                         | Masculino | Masculino | Masculino | Masculino | Masculino | Masculino | Masculino | Masculino | Masculino | Masculino | Masculino | Masculino |
| --------------------------------------------------------------------------- | --------- | --------- | --------- | --------- | --------- | --------- | --------- | --------- | --------- | --------- | --------- | --------- |
| Corrida de estrada                                                          | ●         | ●         | ●         | ●         | ●         | ●         | ●         | ●         | ●         | ●         | ●         | ●         |
| Contra o relógio                                                            | ●         | ●         | ●         | ●         | ●         | ●         | ●●        | ●●        | ●         | ●         | ●         | ●         |
|                                                                             | Feminino  |           |           |           |           |           |           |           |           |           |           |           |
| Corrida de estrada                                                          | ●         | ●         | ●         | ●         | ●         | ●         | ●         | ●         | ●         | ●         | ●         | ●         |
| Contra o relógio                                                            | ●         | ●●        | ●●        | ●●        | ●         | ●         | ●●        | ●●        | ●●        | ●●        | ●●        | ●●        |
|                                                                             | Misto     |           |           |           |           |           |           |           |           |           |           |           |
| Revezamento                                                                 |           |           |           |           |           |           |           |           | ●●        | ●●        | ●●        | ●●        |
| Ciclismo de pista                                                           | Masculino | Masculino | Masculino | Masculino | Masculino | Masculino | Masculino | Masculino | Masculino | Masculino | Masculino | Masculino |
| 1000m contra o relógio                                                      | ●         | ●●        | ●●        | ●●        | ●●        | ●●        |           |           |           |           |           |           |
| Perseguição                                                                 | ●         | ●         | ●         | ●         | ●         | ●         |           |           |           |           |           |           |
|                                                                             | Feminino  |           |           |           |           |           |           |           |           |           |           |           |
| 500m contra o relógio                                                       |           | ●●        | ●●        | ●●        | ●●        | ●●        |           |           |           |           |           |           |
| 1000m contra o relógio                                                      | ●         |           |           |           |           |           |           |           |           |           |           |           |
| Perseguição                                                                 | ●         | ●         | ●         | ●         | ●         | ●         |           |           |           |           |           |           |
|                                                                             | Misto     |           |           |           |           |           |           |           |           |           |           |           |
| Velocidade por equipe                                                       |           | ●         | ●         | ●         | ●         | ●         |           |           |           |           |           |           |
| ●● eventos combinados com fatores correspondentes à classificação do atleta |           |           |           |           |           |           |           |           |           |           |           |           |

## Formato das disputas

### Ciclismo de pista
- Contra o relógio

As disputas contra o relógio são individuais, com cada piloto em busca do tempo mais rápido em uma distância predeterminada, 500m para as classes C femininas e 1000m para as demais. Como há classes diferentes competindo em algumas provas, o tempo final considerado é calculado com base no fator correspondente a cada classe em disputa.
- Perseguição

Dois atletas partem ao mesmo tempo de lados opostos da pista. A distribuição dos confrontos é feita com base na fase de qualificação, porém, em provas com classes diferentes tem prioridade o emparelhamento de atletas com deficiências semelhantes, a fim de não penalizar ou favorecer atletas, já que nesse tipo de disputa não é utilizado o cálculo por fatores para o tempo. Os dois ciclistas com melhores tempos disputam a medalha de ouro, enquanto os que obtiverem o terceiro e quarto tempos disputam o bronze.
- Corrida de velocidade por equipe

Na fase de qualificação, as equipes, compostas por três ciclistas que devem liderar uma das três voltas cada um, entram sozinhas e buscam seu melhor tempo, que vai determinar a classificação para as disputas finais. As duas equipes mais rápidas disputam a medalha de ouro, enquanto as que obtiverem o terceiro e quarto tempos disputam o bronze.

### Ciclismo de estrada
As corridas de estrada são eventos de corrida em um circuito em que todos partem ao mesmo tempo e o primeiro atleta a cruzar a linha de chegada, após determinado número de voltas, é o vencedor. Cada classe tem um percurso correspondente, com diferentes extensões.
As disputas contra o relógio dos Jogos Paralímpicos são individuais e cada piloto parte a intervalos fixos, em que é medido o tempo do início até a chegada e o piloto mais rápido é declarado vencedor. Cada classe tem um percurso correspondente, com diferentes extensões.
Nos eventos combinados, paratletas de diferentes classes competem em uma mesma prova. Nas corridas de estrada não é feito ajuste por classe, apenas na disputa contra o relógio.

## Qualificatórias
| Masculino                                  | Feminino | Total |
| ------------------------------------------ | -------- | ----- |
| 150                                        | 80       | 230*  |
| * bicicletas duplas contam como cota única |          |       |

Um Comitê Paralímpico Nacional - CPN pode incluir um máximo de três atletas por prova. Para a corrida de estrada individual com classificação combinadas, cada CPN pode incluir até três atletas por classificação e no máximo cinco na disputa.

## Calendário das competições

### Ciclismo de pista[5]
|                       |           | Quinta 8 set | Quinta 8 set | Sexta 9 set | Sexta 9 set | Sábado 10 set | Sábado 10 set | Domingo 11 set | Domingo 11 set |
| Masculino             | Masculino | Masculino    | Masculino    | Masculino   | Masculino   | Masculino     | Masculino     | Masculino      | Masculino      |
| --------------------- | --------- | ------------ | ------------ | ----------- | ----------- | ------------- | ------------- | -------------- | -------------- |
| Contra o relógio      | C4-5      |              |              | Final       | Final       |               |               |                |                |
| Contra o relógio      | C1-3      |              |              |             |             | Final         | Final         |                |                |
| Contra o relógio      | B         |              |              |             |             |               |               | Final          | Final          |
| Perseguição           | B         | Qual.        | Final        |             |             |               |               |                |                |
| Perseguição           | C1        |              |              | Qual.       | Final       |               |               |                |                |
| Perseguição           | C2        |              |              | Qual.       | Final       |               |               |                |                |
| Perseguição           | C3        |              |              | Qual.       | Final       |               |               |                |                |
| Perseguição           | C4        |              |              |             |             | Qual.         | Final         |                |                |
| Perseguição           | C5        |              |              |             |             | Qual.         | Final         |                |                |
| Feminino              |           |              |              |             |             |               |               |                |                |
| Contra o relógio      | B         |              |              | Final       | Final       |               |               |                |                |
| Contra o relógio      | C1-3      |              |              |             |             | Final         | Final         |                |                |
| Contra o relógio      | C4-5      |              |              |             |             | Final         | Final         |                |                |
| Perseguição           | C1-3      | Qual.        | Final        |             |             |               |               |                |                |
| Perseguição           | C4        | Qual.        | Final        |             |             |               |               |                |                |
| Perseguição           | C5        | Qual.        | Final        |             |             |               |               |                |                |
| Perseguição           | B         |              |              |             |             |               |               | Qual.          | Final          |
| Misto                 |           |              |              |             |             |               |               |                |                |
| Velocidade por equipe | C1-5      |              |              |             |             |               |               | Qual.          | Final          |

### Ciclismo de estrada[6]
|                  |           | Quarta 14 set | Quarta 14 set | Quinta 15 set | Quinta 15 set | Sexta 16 set | Sexta 16 set | Sábado 17 set | Sábado 17 set |
| Masculino        | Masculino | Masculino     | Masculino     | Masculino     | Masculino     | Masculino    | Masculino    | Masculino     | Masculino     |
| ---------------- | --------- | ------------- | ------------- | ------------- | ------------- | ------------ | ------------ | ------------- | ------------- |
| Contra o relógio | B         | Final         | Final         |               |               |              |              |               |               |
| Contra o relógio | C1        | Final         | Final         |               |               |              |              |               |               |
| Contra o relógio | C2        | Final         | Final         |               |               |              |              |               |               |
| Contra o relógio | C3        | Final         | Final         |               |               |              |              |               |               |
| Contra o relógio | C4        | Final         | Final         |               |               |              |              |               |               |
| Contra o relógio | C5        | Final         | Final         |               |               |              |              |               |               |
| Contra o relógio | T1-2      | Final         | Final         |               |               |              |              |               |               |
| Contra o relógio | H2        | Final         | Final         |               |               |              |              |               |               |
| Contra o relógio | H3        | Final         | Final         |               |               |              |              |               |               |
| Contra o relógio | H4        | Final         | Final         |               |               |              |              |               |               |
| Contra o relógio | H5        | Final         | Final         |               |               |              |              |               |               |
| Corrida          | H2        |               |               | Final         | Final         |              |              |               |               |
| Corrida          | H3        |               |               | Final         | Final         |              |              |               |               |
| Corrida          | H4        |               |               | Final         | Final         |              |              |               |               |
| Corrida          | H5        |               |               | Final         | Final         |              |              |               |               |
| Corrida          | C1-3      |               |               |               |               | Final        | Final        |               |               |
| Corrida          | T1-2      |               |               |               |               | Final        | Final        |               |               |
| Corrida          | B         |               |               |               |               |              |              | Final         | Final         |
| Corrida          | C4-5      |               |               |               |               |              |              | Final         | Final         |
| Feminino         |           |               |               |               |               |              |              |               |               |
| Contra o relógio | B         |               |               |               |               |              |              |               |               |
| Contra o relógio | C1-3      |               |               |               |               |              |              |               |               |
| Contra o relógio | C4        |               |               |               |               |              |              |               |               |
| Contra o relógio | C5        |               |               |               |               |              |              |               |               |
| Contra o relógio | T1-2      |               |               |               |               |              |              |               |               |
| Contra o relógio | H2-3      |               |               |               |               |              |              |               |               |
| Contra o relógio | H4-5      |               |               |               |               |              |              |               |               |
| Corrida          | H2-4      |               |               |               |               |              |              |               |               |
| Corrida          | H5        |               |               |               |               |              |              |               |               |
| Corrida          | C1-3      |               |               |               |               |              |              |               |               |
| Corrida          | T1-2      |               |               |               |               |              |              |               |               |
| Corrida          | B         |               |               |               |               |              |              |               |               |
| Corrida          | C4-5      |               |               |               |               |              |              |               |               |
| Misto            |           |               |               |               |               |              |              |               |               |
| Revezamento      | H2-5      |               |               |               |               |              |              |               |               |